# 日露協会
日露協会（にちろきょうかい）とは、1906年4月に日露の親善のために生まれた協会である。会頭に寺内正毅、副会頭に後藤新平、総裁に閑院宮載仁親王が就いた。1915年に日露貿易調査部を開設し、部長に男爵目賀田種太郎就任。1917年に露語講習所（夜間）を設け、60名の卒業生をもって1919年に閉鎖し、1920年9月、ハルピンに日露協会学校（後のハルピン学院）を設立した。

## 概要
- 創立　明治三十九年四月
- 所在地　東京市麹町区内幸町一ノ三
- 目的　露国の学術及事情の研究を奨励し、且つ日露両国民の交誼を増進する事
- 創立関係者　伯爵寺内正毅・男爵目賀田種太郎等

## 関係する人物
- 松岡洋右 - 日露協会の評議員[1]。後に国際反共連盟に加わる。
- 渋沢栄一 - 日露協会の評議員
- 内田良平 - 日露協会の通常会員[1]。後に国際反共連盟に加わる。
- 荒木貞夫 - 日露協会の通常会員[1]。後に国際反共連盟に加わる。
- 片山秀太郎 - 日露協会学校校長
- 高田富蔵 - 日露協会学校校長・哈爾浜学院院長
- 三沢糾 - 哈爾浜学院院長
- 三毛一夫 - 哈爾浜学院院長
- 除村吉太郎 - 日露協会学校助教授
- 染谷茂 - 哈爾浜学院教師
- 杉原千畝 - 日露協会学校の一期生
- 井上満 - 日露協会学校卒
- 加藤幸四郎 - 哈爾浜学院出身
- 奥田靖雄 - 哈爾浜学院卒
- 武藤英司 - 哈爾浜学院卒
- 福岡星児 - 哈爾浜学院でロシア語を学んだ[3]